# 栗再温

栗再溫近照

栗再溫（1908年—1967年），原名栗志周，男，河北平山人，中华人民共和国政治人物。

## 生平
1908年，生于今河北省石家庄市平山县北冶乡杜家庄南沟村。1924年，考入北京大同中学，1927年5月加入中国共产党。1928年考入法国人办的道明大学，后又進入中法大学，任校党支部书记兼管北平市委青年工作。1930年8月，任中共北平市委秘书，中共河北省委秘书长。1932年2月，任中共山西特委书记。1934年1月被捕，保释出狱后回平山老家。1935年5月，任平山红军游击队政委，同年8月任中共直西特委宣传部长。1936年4月，任冀鲁边区特委宣传部长。1937年2月，又到河北省委工作，8月，赴太原协助杨尚昆管理交通工作。同年9月底10月初，受中共中央北方局派遣到平山组建冀西特委，任组织部长。1938年，春任特委、地委书记。1946年1月，任晋察冀边区贸易公司监委书记、总经理。1947年11月，任石家庄铁路局政委、晋察冀边区石家庄办事处主任。1949年春，任华北总工会主任兼华北人民政府劳动局长。中华人民共和国成立后，担任中华全国总工会组织部长、书记处书记，后升任中华人民共和国山东省副省长等职。1954年，当选第一届全国人民代表大会代表。文化大革命中遭迫害，1967年2月去世。后平反昭雪。1979年，被批准为烈士。

## 家庭
栗再温是栗戰書的四祖父。